# Peugeot Lion VA, VC e VY
Le Peugeot VA, VC e VY sono tre modelli di autovettura prodotti tra il 1906 ed il 1911 dalla casa automobilistica francese Lion-Peugeot.

## Profilo
Si tratta di tre vetture di fascia bassa, ma che in alcune versioni tendevano ad affacciarsi anche nel segmento di mercato superiore.
La VA, presentata del 1905 al Salone di Parigi, fu anche la prima vettura a fregiarsi del marchio Lion Peugeot. La commercializzazione cominciò però all'inizio dell'anno seguente. Era una piccola spider a due posti: il target a cui era indirizzata era piuttosto popolare ed anche le dimensioni lo confermavano, con i suoi 2,85 metri di lunghezza. Era equipaggiata da un monocilindrico da 785 cm³ in grado di spingerla a 35 km/h di velocità massima. Il prezzo piuttosto contenuto ne decretò il successo: 1000 esemplari costruiti tra il 1906 ed il 1908, per la prima volta una Peugeot raggiunse la fatidica quota delle mille unità, un record pareggiato solo dalla VC, nelle sue varie versioni che comprendevano tonneau e single-phaeton. Tale successo pose la VA in diretta concorrenza con la Peugeot Type 69.
Tolta di produzione la VA, la sua eredità sarebbe stata raccolta da un modello che si sarebbe distaccato dalla gamma pretenziosa delle VC e VY di cui la VA faceva parte e si sarebbe posizionata in una fascia più bassa: tale vettura era la Lion Peugeot BP1 "Bébé".
La VC fu lanciata anch'essa nel 1906 come variante a 4 posti della VA. Era di dimensioni leggermente superiori (2,95 m di lunghezza) per favorire l'abitabilità interna ed era equipaggiata da un monocilindrico da 1045 cm³ di cilindrata. Fu subito era disponibile anche nella variante VC1, con poche differenze. Nel 1909 furono aggiunte anche le versioni VC2 e VC3, equipaggiate dallo stesso propulsore, ma ulteriormente aumentate nelle dimensioni (da 2,95 a 3,32 metri di lunghezza). 
Queste ultime due versioni erano disponibili anche in versione coupé e cabriolet.
Nel 1910 furono tolte di produzione la VC e la VC1, mentre l'anno seguente anche le VC2 e VC3 sarebbe scomparse dai listini.
Conobbero complessivamente un buon successo, essendo state prodotte fino al 1911 in 2175 esemplari, di cui 1000 fra VC e VC1.

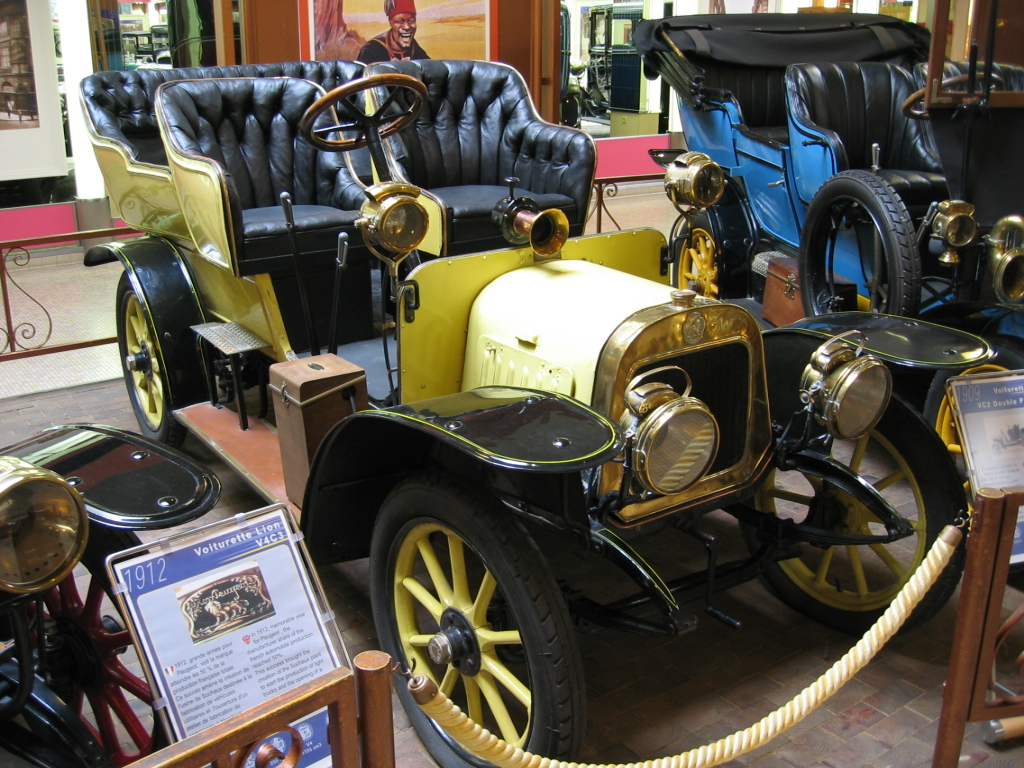
Una Lion Peugeot VC2

La versione di punta di questa gamma di modelli era rappresentata dalla VY, una vettura a quattro posti di dimensioni contenute, 2.95 metri di lunghezza come le VC e VC1. Di fatto il telaio era analogo a queste ultime, ma cambiava la meccanica. Il motore era infatti un grosso monocilindrico da ben 1841 cm³ in grado di spingere la vettura a 50 km/h. Era paragonabile ad una sorta di antica e rudimentale versione "granturismo" di una gamma piuttosto articolata. Ed anche il prezzo più alto ne tradiva la vocazione ed i risultati commerciali: fu prodotta in soli 142 esemplari tra il 1908 ed il 1909.